# 세상에서 가장 아름다운 여행
《세상에서 가장 아름다운 여행》은 SBS TV에서 매주 화요일 오후 1시에 방송 중인 사회 공헌 프로그램이다.

## 프로그램 소개
대한민국 아동 청소년의 건강한 성장을 위해 지역 사회 자원을 연계하고 다양한 솔루션을 제공하는 사회 공헌 프로그램

## 방송 시간
| 방송 채널 | 방송 기간                          | 방송 시간                   | 방송 분량 |
| --------- | ---------------------------------- | --------------------------- | --------- |
| SBS TV    | 2003년 5월 10일 ~ 2003년 7월 12일  | 토요일 밤 12:00 ~ 12:50     | 50분      |
| SBS TV    | 2003년 5월 10일 ~ 2003년 7월 12일  | 토요일 밤 11:50 ~ 12:50     | 60분      |
| SBS TV    | 2003년 7월 19일 ~ 2003년 7월 26일  | 토요일 밤 12:30 ~ 새벽 1:30 | 60분      |
| SBS TV    | 2003년 8월 2일 ~ 2005년 4월 23일   | 토요일 밤 11:55 ~ 12:55     | 60분      |
| SBS TV    | 2005년 5월 1일 ~ 2006년 4월 30일   | 일요일 밤 11:55 ~ 12:55     | 60분      |
| SBS TV    | 2006년 5월 21일 ~ 2008년 3월 9일   | 일요일 밤 12:05 ~ 새벽 1:05 | 60분      |
| SBS TV    | 2008년 3월 16일 ~ 2008년 5월 4일   | 일요일 밤 12:15 ~ 새벽 1:15 | 60분      |
| SBS TV    | 2008년 5월 11일                    | 일요일 밤 12:15 ~ 새벽 1:05 | 50분      |
| SBS TV    | 2008년 5월 18일                    | 일요일 밤 12:35 ~ 새벽 1:25 | 50분      |
| SBS TV    | 2008년 5월 25일 ~ 2008년 10월 12일 | 일요일 밤 12:20 ~ 새벽 1:10 | 50분      |
| SBS TV    | 2008년 10월 19일                   | 일요일 밤 12:20 ~ 새벽 1:00 | 40분      |
| SBS TV    | 2008년 10월 26일 ~ 2009년 4월 26일 | 일요일 밤 12:10 ~ 새벽 1:00 | 50분      |
| SBS TV    | 2009년 5월 5일                     | 화요일 밤 12:30 ~ 새벽 1:00 | 30분      |
| SBS TV    | 2009년 5월 12일 ~ 2009년 9월 22일  | 화요일 밤 12:45 ~ 새벽 1:15 | 30분      |
| SBS TV    | 2009년 10월 20일 ~ 2009년 12월 1일 | 화요일 밤 12:45 ~ 새벽 1:15 | 30분      |
| SBS TV    | 2009년 12월 15일 ~ 2010년 6월 1일  | 화요일 밤 12:45 ~ 새벽 1:15 | 30분      |
| SBS TV    | 2010년 7월 13일 ~ 2011년 2월 22일  | 화요일 밤 12:45 ~ 새벽 1:15 | 30분      |
| SBS TV    | 2009년 10월 6일 ~ 2009년 10월 13일 | 화요일 밤 12:50 ~ 새벽 1:20 | 30분      |
| SBS TV    | 2009년 12월 8일                    | 화요일 밤 12:45 ~ 새벽 1:10 | 25분      |
| SBS TV    | 2010년 7월 7일                     | 수요일 새벽 1:05 ~ 1:35     | 30분      |
| SBS TV    | 2011년 2월 28일 ~ 2012년 5월 7일   | 월요일 저녁 6:30 ~ 7:20     | 50분      |
| SBS TV    | 2012년 5월 14일 ~ 2014년 10월 6일  | 월요일 저녁 5:35 ~ 6:05     | 30분      |
| SBS TV    | 2014년 10월 27일 ~ 2015년 6월 29일 | 월요일 저녁 5:30 ~ 6:00     | 30분      |
| SBS TV    | 2015년 7월 8일 ~ 2015년 11월 11일  | 수요일 새벽 1:05 ~ 2:05     | 60분      |
| SBS TV    | 2015년 11월 25일 ~ 2016년 2월 3일  | 수요일 새벽 1:05 ~ 2:05     | 60분      |
| SBS TV    | 2015년 11월 18일                   | 수요일 새벽 1:00 ~ 2:00     | 60분      |
| SBS TV    | 2016년 2월 17일 ~ 2017년 5월 17일  | 수요일 새벽 1:00 ~ 2:00     | 60분      |
| SBS TV    | 2017년 5월 24일                    | 수요일 새벽 2:00 ~ 3:00     | 60분      |
| SBS TV    | 2017년 6월 4일 ~ 2023년 12월 24일  | 일요일 아침 6:40 ~ 7:10     | 30분      |
| SBS TV    | 2023년 12월 29일 ~ 2025년 5월 2일  | 금요일 오전 11:00 ~ 11:30   | 30분      |
| SBS TV    | 2025년 5월 13일 ~ 현재             | 화요일 오후 1:00 ~ 1:30     | 30분      |

## MC
| 대수 | 진행자             | 진행 기간                           |
| ---- | ------------------ | ----------------------------------- |
| 1대  | 황현정 前 아나운서 | 2003년 5월 10일 ~ 2008년 8월 3일    |
| 2대  | 정미선 아나운서    | 2008년 8월 31일 ~ 2010년 11월 30일  |
| 3대  | 김소원 아나운서    | 2010년 12월 14일 ~ 2012년 11월 27일 |
| 4대  | 김지연 前 아나운서 | 2012년 12월 3일 ~ 2017년 5월 31일   |
| 5대  | 김주우 아나운서    | 2015년 7월 7일 ~ 2017년 5월 31일    |
| 6대  | 유혜영 아나운서    | 2017년 6월 4일 ~ 2018년 1월 14일    |
| 7대  | 최영주 아나운서    | 2018년 1월 21일 ~ 2018년 11월 18일  |
| 8대  | 가수 김현철        | 2021년 3월 7일 ~ 2024년 1월 5일     |

## 결방
- 2024년 12월 13일 : 윤석열 대통령 탄핵 관련 뉴스 특보 편성으로 인해 결방
- 2025년 4월 4일 : 《SBS 뉴스특보》 편성으로 인해 결방

## 경쟁 프로그램
- 동행 (KBS 1TV)
- 바다 건너 사랑 3 (KBS 1TV)